# Abrocksbach
Der Abrocksbach (in alternativer Schreibweise auch Abrooksbach) ist ein orografisch rechtes Nebengewässer der oberen Ems in Nordrhein-Westfalen, Deutschland. Er hat eine Länge von 17,4 km.

## Flussverlauf
Der Abrocksbach entsteht südlich von Steinhagen durch den Zusammenfluss der Quellbäche Bültmannsbach, Pulverbach und Cronsbach in einer Höhe von 103 m ü. NN. Die drei Quellbäche entspringen am Südhang des Teutoburger Waldes, der in diesem Bereich einen Teil der Weser-Ems-Wasserscheide darstellt.
Der Abflachung des Teutoburger Waldes folgend fließt der Abrocksbach in südwestliche Richtung ab. Westlich von Steinhagen wird das knapp 87 Hektar große Naturschutzgebiet Foddenbach-Landbach durchflossen, in welchem der in diesem Bereich als „Landbach“ bezeichnete Abrocksbach eine weitgehend natürliche Mäandrierung zeigt. Der 7,0 km lange, auch als Pfotenbach benannte Foddenbach fließt dem Landbach in diesem Gebiet rechtsseitig zu und ist damit auch der erste Zufluss nach der Vereinigung seiner Quellbäche.
Im weiteren Verlauf fließt das Gewässer südlich am Steinhagener Ortsteil Brockhagen entlang und wird dort wieder als „Abrocksbach“ bezeichnet. Anschließend erfolgt die rechtsseitige Aufnahme des Hovebaches sowie die linksseitige Aufnahme des Loddenbaches (nicht zu verwechseln mit dem ebenfalls in der Nähe verlaufenden Loddenbach), welcher mit einer Länge von 12,2 km den größten Zulauf des Abrocksbaches darstellt.

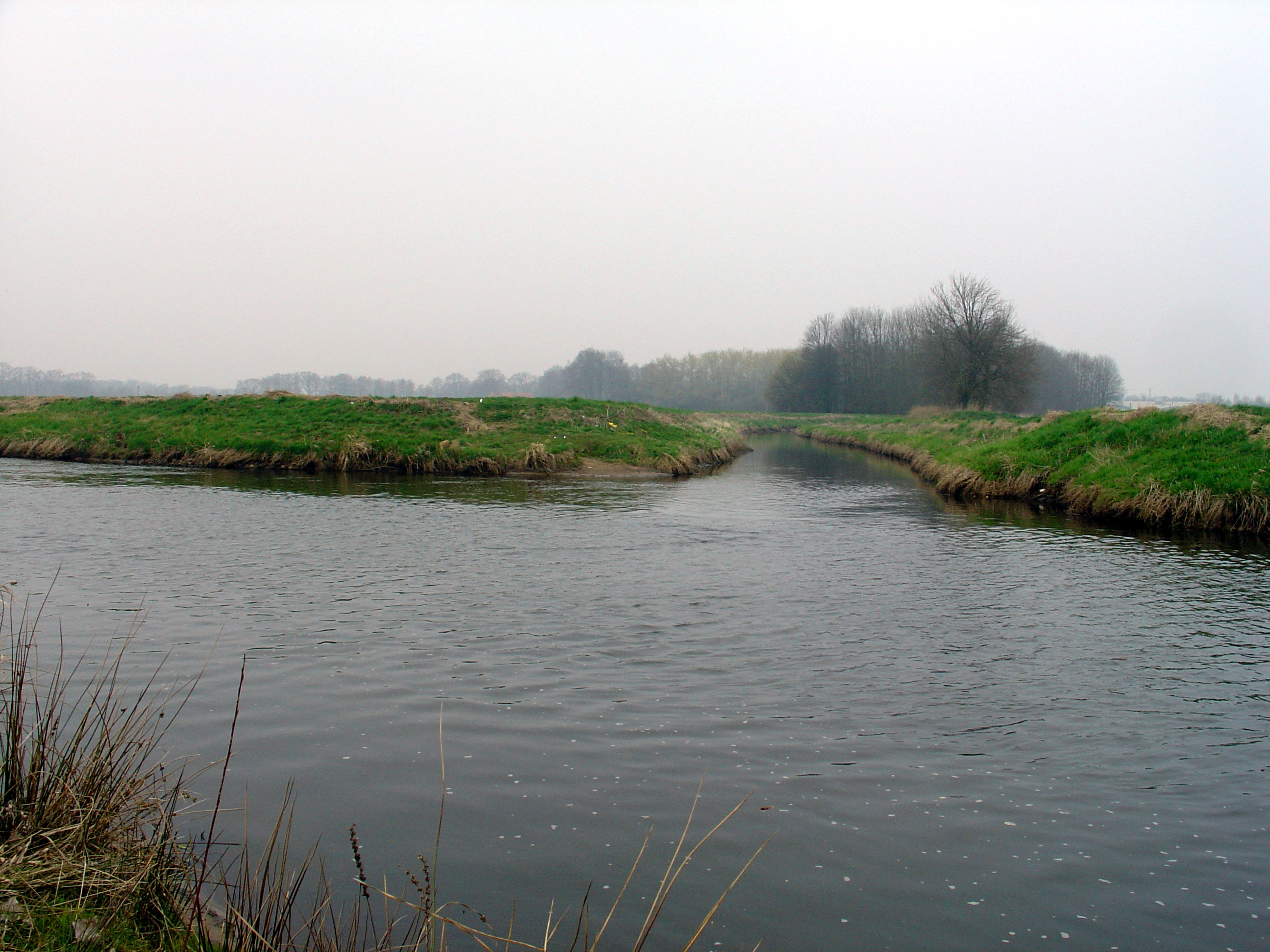
Mündung des Abrocksbaches in die Ems südlich von Harsewinkel

Nachfolgend durchquert der Bach nach Übertritt des Gemeindegebietes von Harsewinkel das Heidegebiet Beller Mark. Dort befindet sich ein Wehr zum Betrieb der Sägemühle Meier-Osthoff. Danach nimmt der Abrocksbach die Zuflüsse Sandforthbach und Moddenbach auf. Anschließend erreicht der Abrocksbach das Harsewinkeler Siedlungsgebiet, durchquert die Ortschaft von Norden kommend und mündet südlich davon in die Ems, nur wenige Meter westlich der Einmündung der Lutter.

## Geschichte
In der Mitte des 20. Jahrhunderts wurde der Unterlauf des Abrocksbaches vollständig trockengelegt und in das Bett des  Moddenbaches verlegt, um Überschwemmungen im Harsewinkeler Dorfkern zu verhindern. Aus diesem Grund trägt die auenartige Grünfläche, durch die der Abrocksbach innerhalb des Harsewinkeler Ortsgebietes führt, noch heute den Namen „Moddenbachtal“.

## Etymologie
Der Name des Gewässers enthält den im westfälischen Raum häufigen Namenszusatz „Brock“ bzw. „Brook“, womit eine dem hochdeutschen Wort „Bruch“ ähnliche feuchte, waldige Niederung mit Wasseransammlungen bezeichnet wird. Der Teil der Beller Mark, durch den das Gewässer verläuft, entspricht diesem Landschaftstyp und wird als „Abrook“ bezeichnet.